# Мечеть аль-Фатиха
Мече́ть аль-Фати́х (также известна как Исламский центр аль-Фатих и Соборная мечеть аль-Фатих; араб. مسجد الفاتح‎), одна из самых больших мечетей в мире, способна одновременно вместить в себе более 7000 верующих. Мечеть — крупнейший храм и наиболее известная достопримечательность Бахрейна, доступная для экскурсионных посещений ежедневно, кроме пятниц и праздников.
Мечеть находится в Манаме вблизи от королевского дворца, места жительства короля Бахрейна Хамада ибн Исы Аль Халифы.

## Архитектура
Главный купол мечети сделан из стекловолокна и весит более 60 т. В настоящее время это самый большой купол из стекловолокна в мире. Аль-Фатих теперь включает в себя новую Национальную Библиотеку, которая открылась для общественности в 2006 году.
Мечеть построена покойным Шейхом Исой ибн Салманом Аль Халифой в 1987 году и названа в честь Ахмада аль-Фатиха, завоевателя Бахрейна.